# Eksotični atom
Eksotični atom je podoben normalnim atomom, od katerih se razlikuje v tem, da eden ali več podatomskih delcev nadomestimo z drugim delcem, ki ima enak naboj. Običajno je nadomestni delec nestabilen. Zaradi tega so tudi eksotični atomi nestabilni.
Najbolj znani eksotični atomi so:
- mionski atom
- pionski atom
- mezonski atom
- kaonski atom
- hadronski atom
- pozitronij
- protonij
- kvarkonij
- atom iz kvazidelcev

Med eksotične atome prištevamo tudi atome, ki jih sestavljajo antidelci.

## Mionski atom
Mionski atom dobimo, če v atomu elektron zamenjamo z mionom, ki je tudi lepton. Mion ima večjo maso kot elektron. Zaradi tega kroži okoli jedra bliže, kot bi krožil elektron. Mionski atomi so zelo primerni za raziskave strukture jedra.

## Pionski atom
V pionskih atomih je elektron zamenjan s pionom, ki spada med mezone. Pion kroži okoli jedra še bliže kot mion pri mionskem atomu. Posebna oblika je mezonski vodik, ki ga sestavlja proton in negativni mezon, ki je lahko pion ali kaon.

## Kaonski atom
V kaonskih atomih je elektron zamenjan s kaonom, ki spada med mezone.

## Pozitronij
Pozitronij je sistem, ki ga sestavlja elektron in njegov antidelec pozitron. Pozitronij je nestabilen, ker elektron in pozitron anihilirata in ustvarita dva fotona žarkov gama v približno 142  ns.

## Hadronski atomi
V hadronskih atomih je eden ali več elektronov nadomeščenih s hadronom . Med hadroni so lahko pion ali kaon (glej zgoraj, dobimo mezonske atome) ali pa antiproton (dobimo antiprotonski atom), lahko pa tudi delec Σ- (dobimo sigmaonske atome) .

## Onij
Onij se imenuje delec, ki ga sestavljata osnovni delec in njegov antidelec. 
 
Nabolj znane oblike onijev so 
- pozitronij
- pionij
- kvarkonij
- protonij

Primer onija je pozitronij, ki je sestavljen iz elektrona in pozitrona. Primer onija je tudi pionij (na primer povezava dveh mezonovπ + in π-), ki ga sestavljata dva nasprotno nabita piona. Kvarkonij sestavlja kvark in njegov antikvark. Povezava med protonom in antiprotonom se imenuje protonij.